# Medina-Sidonia
Medina-Sidonia là một đô thị trong tỉnh Cádiz, Tây Ban Nha.

## Dân số
| 1999   | 2000   | 2001   | 2002   | 2003   | 2004   | 2005   |
| ------ | ------ | ------ | ------ | ------ | ------ | ------ |
| 10,844 | 10,793 | 10,775 | 10,770 | 10,811 | 10,802 | 10,962 |

Source: INE (Spain)

## Hình ảnh

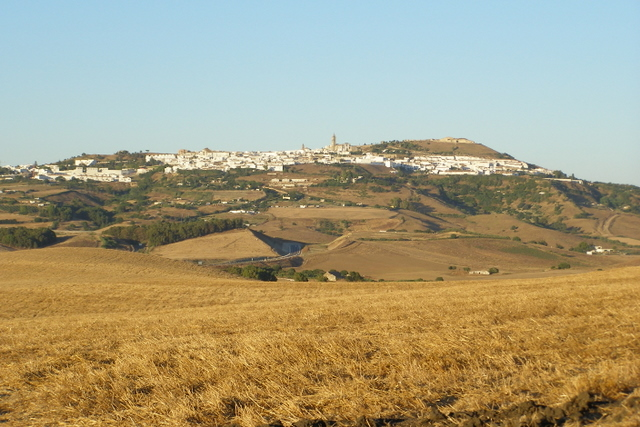
View of the town
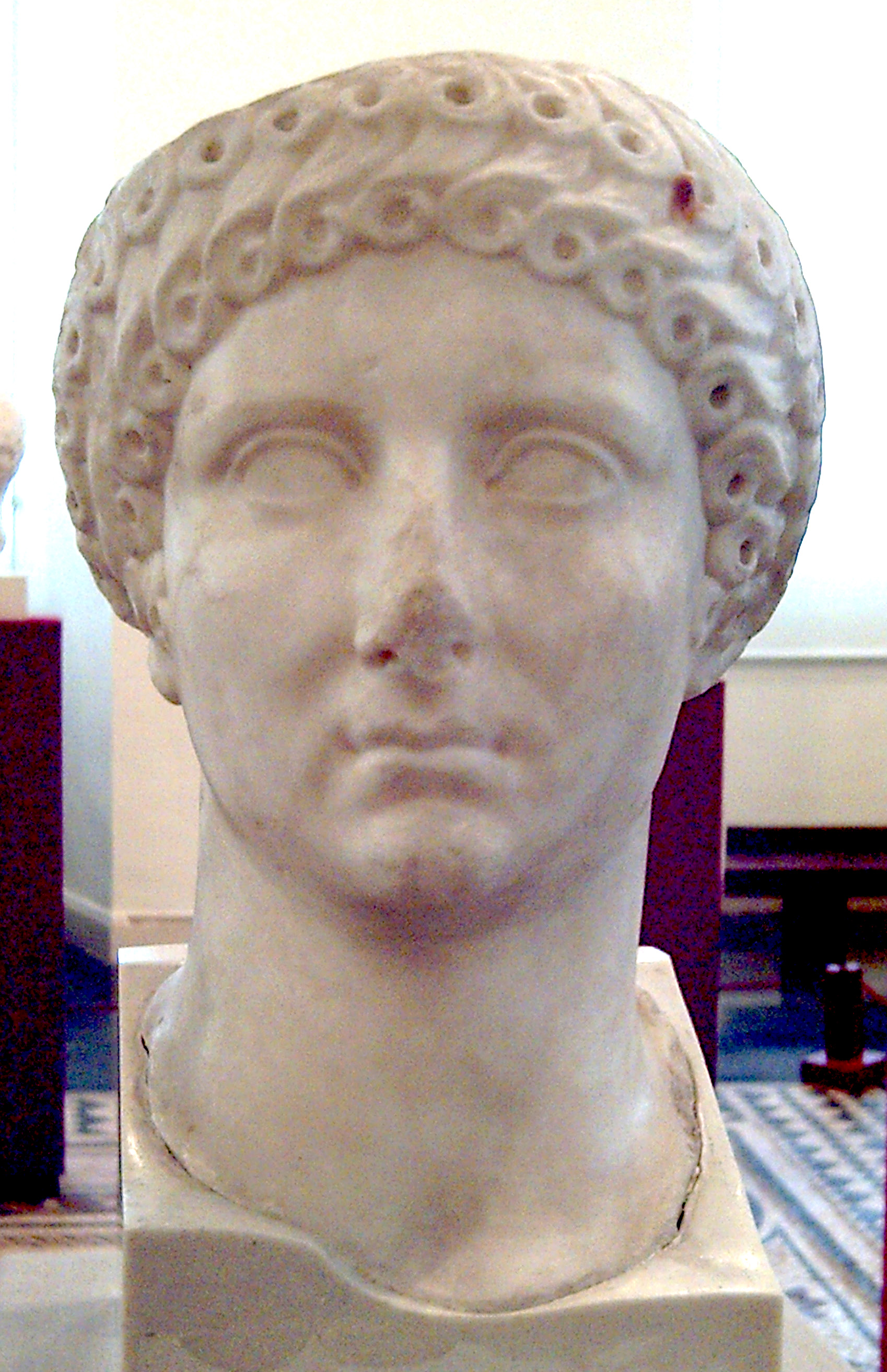
Roman sculpture
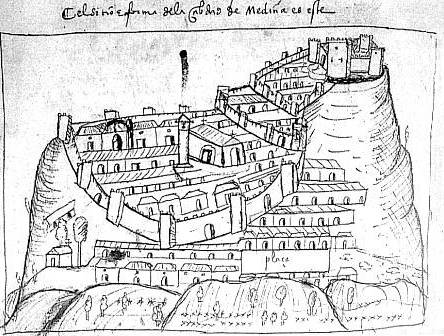
Old map
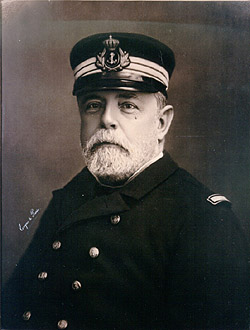
Almirante Cervera
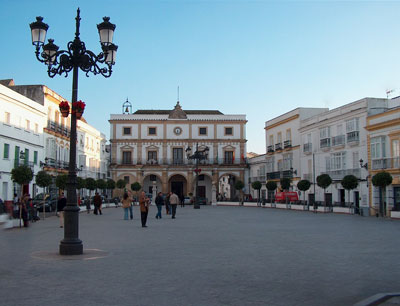
The town square
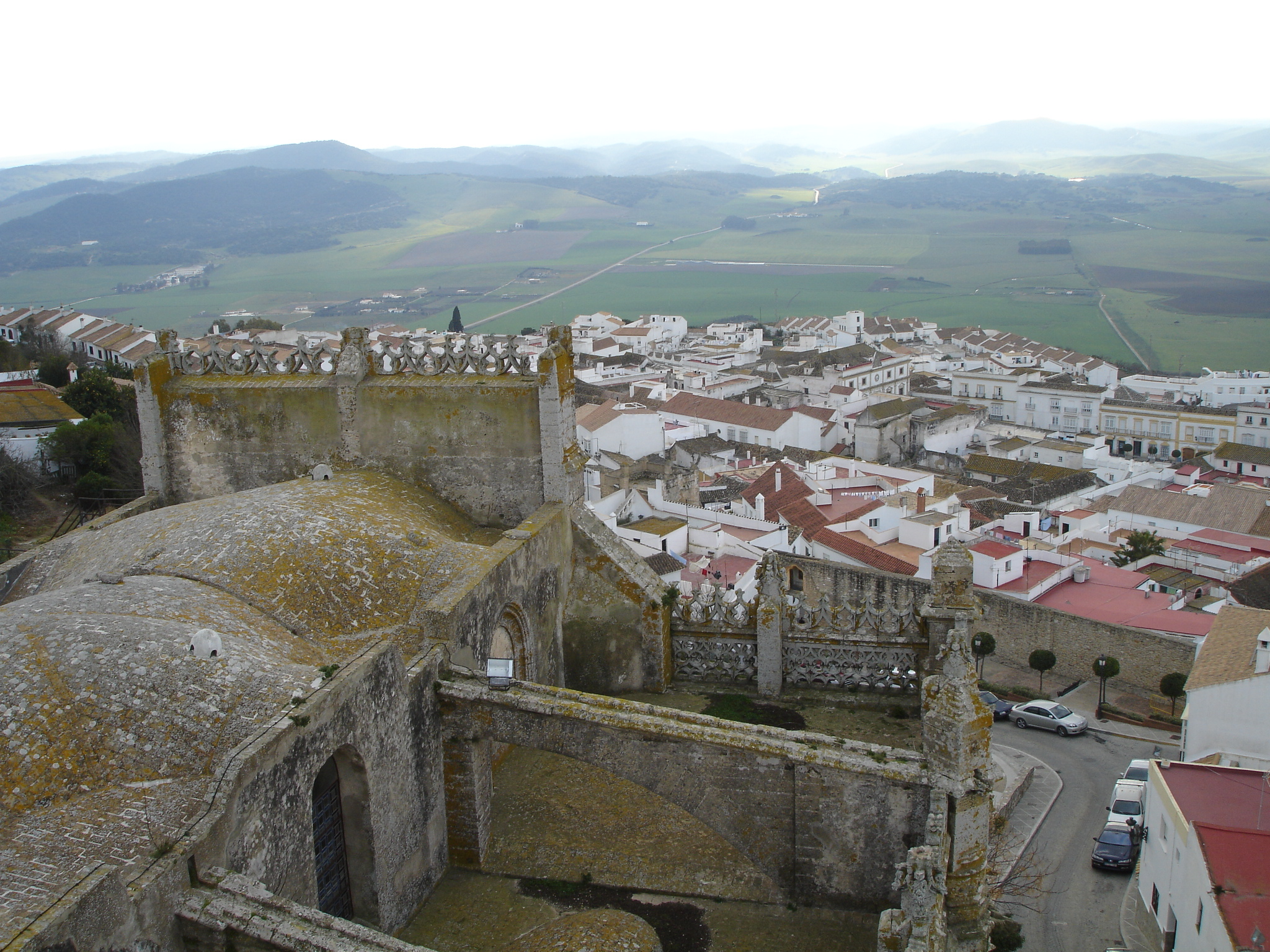
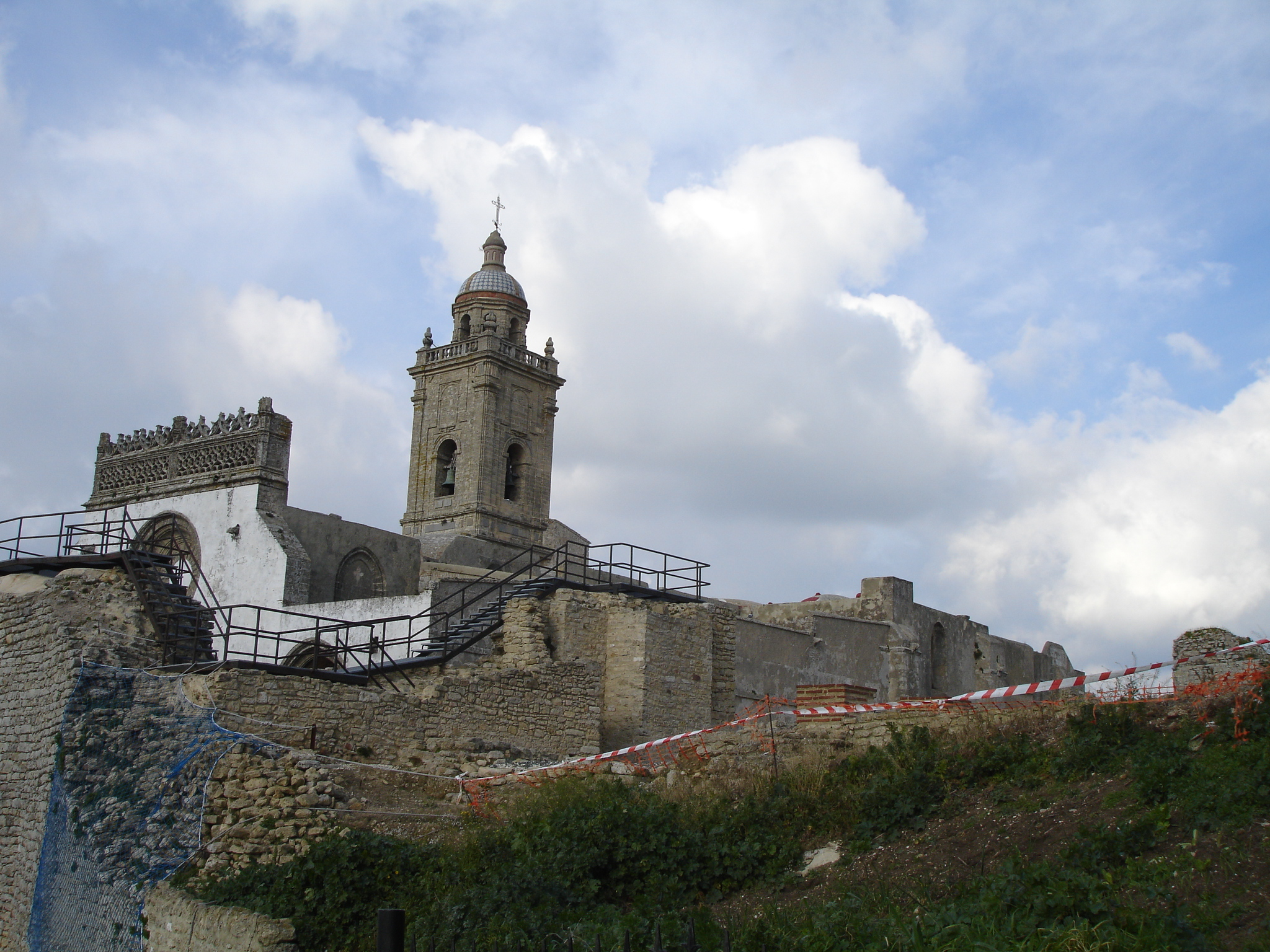